# Де-Витт, Владимир Владимирович
Владимир Владимирович Де-Витт (1859 — после 1917) — генерал от инфантерии, командир 4-го Кавказского армейского корпуса Русской армии Вооружённых сил России.

## Биография
Родился 15 января 1859 года в дворянской семье православного исповедания.
Общее образование получил в 1-й Санкт-Петербургской военной гимназии, которую окончил в 1877 году. В службу вступил 1 сентября 1877 года юнкером рядового звания во 2-е военное Константиновское училище, откуда 8 августа 1879 года был выпущен прапорщиком в 5-ю батарею 3-й гвардейской артиллерийской бригады. Был произведён в подпоручики 18 декабря 1880 года, в поручики — 29 ноября 1882 года. Учился в Николаевской академии Генерального штаба в 1884—1887 годах; 7 апреля 1887 года был произведён в штабс-капитаны.
С 26 ноября 1887 года — старший адъютант штаба 6-го армейского корпуса; 9 апреля 1889 года произведён в капитаны. С 4 мая 1889 года по 22 октября 1893 года состоял для особых поручений при штабе 8-го армейского корпуса. Цензовое командование ротой проходил в 15-м стрелковом полку с 26 октября 1890 года по 23 января 1891 года. С 22 октября 1893 года состоял для особых поручений при штабе 9-го армейского корпуса.
17 апреля 1894 года был произведён в подполковники и назначен штаб-офицером для поручений при штабе Одесского военного округа. С 30 января 1897 года — штаб-офицер для особых поручений при командующем войсками Одесского военного округа. С 1 мая по 1 сентября 1897 года проходил цензовое командование батальоном в 59-м пехотном Люблинском полку; 5 апреля 1898 года «за отличие по службе» был произведён в полковники.
С 5 апреля 1900 года — начальник штаба 15-й пехотной дивизии. В прикомандировании к артиллерии (01.05.1903 — 30.06.1903), в прикомандировании к кавалерии (01.07.1903 — 28.07.1903); 19 сентября 1903 года назначен командиром 12-го пехотного Великолуцкого полка и 6 декабря 1904 года «за боевые отличия» произведён в генерал-майоры. С 9 марта по 18 августа 1905 года — командир 1-й бригады 3-й пехотной дивизии. Начальник штаба 2-го сводного стрелкового корпуса с 18 августа 1905 года.
Был назначен 4 августа 1906 года начальником штаба Новогеоргиевской крепости; с 11 мая 1907 года — начальник Новогеоргиевской крепостной пехотной бригады. С 10 августа 1910 года был командиром 2-й бригады 28-й пехотной дивизии, а с 17 февраля 1913 года с производством в генерал-лейтенанты был назначен начальником 39-й пехотной дивизии, во главе которой вступил в Первую мировую войну — дивизия под начальством Де-Витта вошла в состав Сарыкамышского отряда генерал-лейтенанта Г. Э. Берхмана.
19 декабря 1915 года он был назначен командиром 4-го Кавказского армейского корпуса. Во время проведения Эрзерумской операции корпусу Де-Витта было поручено проведение вспомогательной операции, имевшей цель отвлечь турецкие войска; 3 февраля 1916 года корпус занял Муш, а 17 февраля отряд генерала Д. К. Абациева захватил Битлис, взяв около 1,5 тыс. пленных и 20 орудий. В сражении при Эрзинджане войска Де-Витта были атакованы частями 2-й турецкой армии и  23 июля Де-Витт сдал Битлис, 24 июля — Муш, а 25 июля отвёл войска за государственную границу. При проведении контрнаступления в начале августа 4-й Кавказский армейский корпус перешёл в атаку по фронту и 10 августа вновь занял Муш.
С июня по октябрь 1917 года Де-Витт временно исполнял обязанности командующего Кавказской армии; 8 сентября 1917 года произведён в генералы от инфантерии. Пытался принять жёсткие меры по укреплению дисциплины в вверенной ему армии. Но в октябре 1917 года сдал командование армией генералу И. З. Одишелидзе, оставшись во главе своего корпуса.
В период Гражданской войны находился в Белой армии. Дальнейшая судьба неизвестна.
Был женат, 5 детей.

## Награды
- орден Святого Станислава 3-й степени (1884);
- орден Святой Анны 3-й степени (1893);
- орден Святого Станислава 2-й степени (1896);
- орден Святой Анны 2-й степени (1902);
- орден Святого Владимира 3-й степени с мечами (1905);
- золотое оружие «За храбрость» (12.03.1906)[5];
- орден Святого Владимира 4-й степени с мечами и бантом (1906);
- орден Святого Станислава 1-й степени (1908);
- Орден Святой Анны 1-й степени с мечами (02.04.1915);
- орден Святого Георгия 4-й степени (10.06.1916)[6];
- Наиболее выдающийся орден Святых Михаила и Георгия (Knight Commander, KCMG) 2-й степени (23.02.1916).